# Eddie Pawl
Eddie Pawl (* 14. August 1928 als Edward Pawlega; † 20. November 2013 in New Baltimore, Michigan) war ein US-amerikanischer Geschäftsmann, der vor allem als Amateurmusiker (Saxophon, Klarinette) im Jazzbereich hervorgetreten ist.
Pawl lernte zunächst Geige, bevor er zu den Holzblasinstrumenten wechselte. Er spielte zunächst in lokalen Clubs; während des Koreakriegs verbrachte er seinen Wehrdienst bis 1953 in der Armeeband der Spionageabwehr. In dieser Zeit trat er auch mit Musikern wie Bob Strong, Pete Fountain, Claude Thornhill, Stan Kenton und Elliot Lawrence auf. In den 1970er-Jahren leitete er eigene Bands mit lokalen Musikern (Eddie Pawl’s Continental Lanes) in der Metropolregion Detroit. Im Bereich des Jazz nahm er zwischen 1970 und 1974 fünf Live-Alben unter eigenem Namen auf, die er später veröffentlichte. Im Hauptberuf betätigte er sich ab 1953 in Roseville (Michigan) als Inhaber von verschiedenen Cafés, Supper Clubs, Bowlingbahnen und Golfplätzen; eine dieser Unternehmungen war der Lido of the Lake, wo sein Album Eddie Pawl Live at the Lido entstand. Zuletzt lebte er in New Baltimore (Michigan) am Lake St. Clair, wo er im November 2013 85-jährig starb.